# تپه گریران
تپه گریران مربوط به دوران پیش از تاریخ ایران باستان است و در شهرستان سلسله، روستای گریران واقع شده و این اثر در تاریخ ۱۸ اردیبهشت ۱۳۸۰ با شمارهٔ ثبت ۳۷۵۳ به‌عنوان یکی از آثار ملی ایران به ثبت رسیده است.